# Dentella repens
Dentella repens är en måreväxtart som först beskrevs av Carl von Linné, och fick sitt nu gällande namn av Johann Reinhold Forster och Johann Georg Adam Forster. Dentella repens ingår i släktet Dentella och familjen måreväxter. IUCN kategoriserar arten globalt som livskraftig.

## Underarter
Arten delas in i följande underarter:
- D. r. grandis
- D. r. repens
- D. r. serpyllifolia